# Piercia myopteryx
Piercia myopteryx là một loài bướm đêm trong họ Geometridae.